# Powiat Pétervására
Powiat Pétervására (węg. Pétervásárai járás) – jeden z siedmiu powiatów komitatu Heves na Węgrzech. Siedzibą władz jest miasto Pétervására.

## Miejscowości powiatu Pétervására
- Bodony
- Bükkszék
- Bükkszenterzsébet
- Erdőkövesd
- Fedémes
- Istenmezeje
- Ivád
- Kisfüzes
- Mátraballa
- Mátraderecske
- Parád
- Parádsasvár
- Pétervására
- Recsk
- Sirok
- Szajla
- Szentdomonkos
- Tarnalelesz
- Terpes
- Váraszó